# Franz Claassen
Franz Claassen (* 15. November 1881 in Goldbeck, Provinz Pommern; seit 2. Mai 1945 in Pommern vermisst) war ein deutscher Konteradmiral im Zweiten Weltkrieg.

## Leben
Claassen trat am 10. April 1899 als Seekadett in die Kaiserliche Marine ein und absolvierte zunächst seine Grund- und Schiffsausbildung. Von April 1900 bis September 1901 besuchte er die Marineschule, wurde anschließend auf das Linienschiff Kaiser Wilhelm II. versetzt und avancierte bis Ende September 1902 zum Leutnant zur See. Nach einer dreimonatigen Verwendung als Kompanieoffizier bei der I. Matrosendivision in Kiel folgte Mitte Februar 1904 seine Versetzung als Ersatz für das ausgeschiffte Landungskorps unter Kapitänleutnant Hans Gygas auf die Habicht. An Bord des im Stationsdienst eingesetzten Kanonenbootes war Claassen bis November 1904 als Wachoffizier tätig und befand sich dann bis Anfang März 1905 beim Marineexpeditionskorps in der Kolonie Deutsch-Südwestafrika. Claassen kehrte nach Deutschland zurück, wurde am 21. März Oberleutnant zur See und war von Anfang April bis Anfang August 1905 wieder als Kompanieoffizier bei der I. Matrosendivision. Anschließend diente er als Wachoffizier auf dem Kleinen Kreuzer Udine, war vom 13. Oktober 1906 bis zum 2. September 1908 Lehrer an Bord des Torpedoschulschiff Württemberg und dann Wachoffizier auf der Pommern. Hier stieg er am 27. März 1909 zum Kapitänleutnant auf, versah von Mitte September 1910 bis Anfang April 1911 Dienst als Kompanieführer bei der I. Matrosendivision und war anschließend für ein Jahr Lehrer auf der König Wilhelm. Nach zweimonatiger Dienstzeit als Kompanieführer bei der I. Werftdivision wurde Claasen am 31. Mai 1912 zum Adjutanten der Kaiserlichen Werft Kiel ernannt. Er stand dann für eineinhalb Monate zur Verfügung der I. Werftdivision, war vom 20. November 1912 bis zum 21. Mai 1913 Torpedooffizier auf der Yorck und anschließend Wachoffizier auf der Seydlitz. Daran schloss sich ab dem 30. September 1913 eine Verwendung als Referent bei der Minenversuchskommission an. Zugleich versah er Dienst auf der Pelikan, später auf der Nautilus.
Mit Ausbruch des Ersten Weltkriegs erhielt Claassen das Kommando über den Hilfsstreuminendampfer Deutschland und war vom 26. August 1914 bis 5. September 1915 Kommandant des Hilfsstreuminendampfers Rügen. Am 6. September 1915 wurde er als 1. Torpedooffizier auf die Lützow versetzt, nahm an der Skagerrakschlacht teil und erhielt das Eiserne Kreuz I. Klasse.
Nach der Versenkung des Schiffes gehörte er bis zum 24. September 1916 noch dem Schiffsstamm an und war zwischenzeitlich im August als 1. Torpedooffizier auf der Frankfurt tätig. Für wenige Tage kam Claassen Ende September 1916 in gleicher Eigenschaft auf die Bayern, wurde zum Schiffsstamm des neuen Großlinienschiffes Baden versetzt und ab Mitte Oktober 1916 als 1. Torpedooffizier verwendet. In dieser Eigenschaft erfolgte am 26. April 1917 seine Beförderung zum Korvettenkapitän. Seine letzte Verwendung während des Krieges hatte Claassen vom 2. Juli über den Waffenstillstand hinaus bis zum 3. Dezember 1918 als Erster Offizier an Bord der Emden, auf der er zugleich zeitweise auch als stellvertretender Kommandant fungierte.
Vom 4. Dezember 1918 bis zum 13. Februar 1919 stand Claassen zur Verfügung des Chefs der Marinestation der Ostsee, wirkte als Navigationsdirektor bei der Kaiserlichen Werft Danzig und schloss sich Anfang Juni 1919 dem Marineregiment „Kiel“ an. Vom 20. Februar bis zum 31. Mai 1920 war er Kommandeur des II. Bataillons bei der Marine-Brigade von Loewenfeld. Zur Zeit des Kapp-Putsches war Claassen mit seiner Einheit in Kiel stationiert. Claassen und seine Soldaten waren dabei die Hauptstütze für die Anstrengungen des damaligen Chefs der Marinestation der Ostsee v. Levetzow bei dessen Versuch, den Putsch auch in Kiel durchzusetzen. Noch nach dem Scheitern des Putsches versuchte Levetzow alle verfügbaren Truppen (darunter Studenten in Zeitfreiwilligenregimentern) und besonders Claassens Einheiten das Gewerkschaftshaus erobern zu lassen. Dies scheiterte jedoch am Widerstand der Arbeiterschaft und der sie unterstützenden Sicherheitspolizei. Claassen musste sich schließlich zurückziehen, um einer Entwaffnung und Anklage zu entgehen, und zog auf verschlungenen Wegen ins Lockstedter Lager. Von dort wurde seine Einheit Mitte April ins Ruhrgebiet geschickt, wo sie sich wieder mit der Hauptmacht der Loewenfelder vereinigte.
Claassen wurde anschließend in die Reichsmarine übernommen. Zunächst war er dem Schiffsstammdetachement der Ostsee zugeteilt und ab Anfang Juli 1920 als Referent bei der Reichsmarinestelle Hamburg tätig. Am 18. Mai 1921 wurde er als Chef der Zentralabteilung zur Marinewerft nach Wilhelmshaven versetzt und nahm im November 1921 an der Baubelehrung der Braunschweig teil. Im Dezember 1921 war er bei reduzierter Besatzung Kommandant des Linienschiffes. Nachdem er im Januar/Februar als Abteilungskommandeur der Schiffsstammdivision der Nordsee angehört hatte, wurde Claassen am 1. März 1922 zum Ersten Offizier der Braunschweig ernannt. Am 5. April 1923 erfolgte seine Versetzung als Kommandeur der Küstenwehrabteilung II nach Wilhelmshaven und zum 1. Mai 1923 die Beförderung zum Fregattenkapitän. Ab dem 26. September 1925 war Claassen Kommandant von Swinemünde, stieg am 1. Oktober 1925 zum Kapitän zur See auf und wurde am 29. September 1928 aus dem aktiven Dienst verabschiedet.
Nach seiner Verabschiedung erhielt er am 1. Dezember 1928 den Charakter als Konteradmiral. Zum 1. September 1932 trat er der NSDAP bei (Mitgliedsnummer 1.289.757). Claassen betätigte sich vom 1. April 1932 bis zum 31. August 1934 als Reichskommissar bei den Seeämtern in Stettin und Stralsund. In der Zwischenkriegszeit war er vom 1. April 1932 bis 1934 Gauführer des Freiwilligen Arbeitsdienstes (FAD) für das Arbeitsgau V Pommern und ab 1934 als Nachfolger von Rüdiger von der Goltz bis 1939 Treuhänder der Arbeit für die Wirtschaft Gebiet Pommern.
Im Jahr 1937 trat er in die SS ein. Der Historiker Gunnar C. Boehnert stützt sich bei dieser Aussage auf die Personalakte (SS-Brigadeführer Franz Claassen, SS no. 288,638, born 15 November 1881, in Goldbeck, Pommern), aus der er wie folgt zitiert: "A retired naval officer, Admiral a. D. Franz Claassen, [...] was admitted to the SS in 1937 because Himmler felt that as ‘Director of Labour for the Pommeranian Economic Area’, Claassen could ‘make an important contribution to the SS in this capacity as an SS leader’ (Der Marineoffizier im Ruhestand, Admiral a. D. Franz Claassen, [...] wurde 1937 in die SS aufgenommen, weil Himmler der Meinung war, dass als 'Arbeitsdirektor für das pommersche Wirtschaftsgebiet' Claassen 'in dieser Eigenschaft als SS-Führer einen wichtigen Beitrag für die SS leisten' könne).".
Als a. D.-Offizier wurde Claassen vor dem Beginn des Zweiten Weltkriegs wieder zum Militärdienst herangezogen und war bis April 1941 Kommandant im Abschnitt Kolberg. Anschließend stand er bis Mai 1941 zur Verfügung des Kommandierenden Admirals der Marinestation der Ostsee und wurde zum 1. Mai 1941 zur Verfügung der Kriegsmarine gestellt. Von Mai bis zur Auflösung der Dienststelle am 6. November 1942 fungierte Claassen als Marinebefehlshaber C. Er stand dann erneut zur Verfügung des Kommandierenden Admirals der Marinestation der Ostsee, erhielt zum 1. Januar 1942 das Patent als Konteradmiral z.V. und war bis zu seiner Verabschiedung aus dem aktiven Militärdienst am 28. Februar 1942 beurlaubt.